# Жибров Володимир Іванович
Володимир Іванович Жибров (нар. 4 березня 1936, місто Бійськ, тепер Алтайського краю, Російська Федерація) — український радянський партійний діяч, 1-й секретар Луцького міського комітету КПУ Волинської області, 2-й секретар Волинського обласного комітету КПУ. Депутат Верховної Ради УРСР 11-го скликання.

## Біографія
У 1954 році закінчив Семипалатинський гірничий технікум. У 1954—1956 роках — технік-геолог Степової експедиції на уранових рудниках в Кокчетавській області Казахської РСР.
У 1956—1959 роках — служба в Радянській армії.
Член КПРС з 1958 року.
У 1959—1972 роках — інженер нормативно-дослідної станції тресту «Нововолинськвугілля»; дільничний нормувальник, заступник головного інженера шахти № 4 «Нововолинська»; головний інженер шахти № 5 тресту «Нововолинськвугілля» Волинської області.
Закінчив Криворізький гірничорудний інститут.
У листопаді 1972—1978 роках — 1-й секретар Нововолинського міського комітету КПУ Волинської області. Закінчив Вищу партійну школу при ЦК КПУ.
У 1978 — грудні 1981 року — 1-й секретар Луцького міського комітету КПУ Волинської області.
30 листопада 1981 — 4 липня 1987 року — 2-й секретар Волинського обласного комітету КПУ. У червні 1983 — грудні 1984 року — радник ЦК КПРС у Афганістані.
4 липня 1987 року звільнений з посади 2-го секретаря Волинського обкому КПУ «за серйозні недоліки в роботі».
У 1987—1991 роках — керівник фельд’єгерської служби Волинського обласного комітету КПУ.
З 1991 року — на пенсії в Луцьку. Працював оператором теплового пункту (бойлерної) об'єднання «Луцьктеплокомуненерго».

## Нагороди
- ордени
- медаль «Від вдячного афганського народу» (1989)
- медаль «10 років афганської революції» (1989)
- медалі